# Verbum Domini
Verbum Domini (łac. Słowo Pana) – adhortacja papieża Benedykta XVI wydana w roku 2010, dotycząca Pisma Świętego. Była drugą adhortacją napisaną przez tego papieża.
Dokument powstał w wyniku obrad XII Zwyczajnego Zgromadzenia Ogólnego Synodu Biskupów, które odbyło się w Rzymie w dniach 5-26 października 2008. Tematem przewodnim tego synodu były słowa: "Słowo Boże w życiu i misji Kościoła". Papież podpisał adhortację 30 września 2010, w liturgiczne wspomnienie św. Hieronima, patrona studiów biblijnych.
Dokument dzieli się na trzy części: Verbum Dei (łac. Słowo Boże), Verbum in Ecclesia (łac. Słowo w Kościele) i Verbum mundo (łac. Słowo dla świata). W każdej z nich papież dotknął różnych aspektów obecności i oddziaływania Słowa Bożego w świecie. W pierwszej części biskup Rzymu snuje refleksję teologiczną, pisząc o objawieniu się Słowa człowiekowi i odpowiedzi, jaką ten daje na nie w wierze. W rozdziale tym przypomina  nauczanie Kościoła katolickiego dotyczące hermeneutyki Pisma Świętego. W drugiej części poruszone zostały tematy związane z liturgią i posługą Słowa Bożego w społeczności wierzących. W trzeciej części Benedykt XVI zajął się aspektami przepowiadania Słowa w świecie, jego obecnością w kulturze i rolą w dialogu międzyreligijnym.
Wśród tematów dotkniętych przez Benedykta XVI znalazły się:
- Kosmiczny wymiar Słowa
- Tradycja i Pismo
- Grzech jako niesłuchanie Słowa Bożego
- Mroczne karty Biblii
- Znaczenie homilii
- Biblijna formacja chrześcijan
- Modlitewne czytanie Pisma Świętego i «Lectio Divina»
- Słowo Boże i Ziemia Święta
- Głoszenie słowa Bożego a migranci
- Biblia jako wielki kod kulturowy
- Tłumaczenia i rozpowszechnianie Biblii
- Dialog między chrześcijanami i muzułmanami
- Nowa ewangelizacja i nowe słuchanie